# José Sánchez González
José Sánchez González (Fuenteguinaldo, 30 ottobre 1934) è un vescovo cattolico spagnolo, dal 2 febbraio 2011 vescovo emerito di Sigüenza-Guadalajara.

## Biografia
José Sánchez González nacque a Fuenteguinaldo il 30 ottobre 1934.

### Formazione e ministero sacerdotale
Frequentò la scuola elementare del suo paese natale fino al giugno del 1945. Proseguì gli studi nel seminario diocesano di Ciudad Rodrigo, dove studiò discipline umanistiche dal 1945 al 1950, filosofia dal 1950 al 1953 e il primo corso di teologia dal 1953 al 1954. Continuò gli studi in teologia dal 1954 al 1957 e di diritto canonico dal 1957 al 1959 presso la Pontificia Università di Salamanca conseguendo la licenza in entrambe le discipline.
Il 5 aprile 1958 fu ordinato presbitero per la diocesi di Ciudad Rodrigo a Salamanca da monsignor Francisco Barbado Viejo, vescovo di Salamanca. Fece un anno di pratica pastorale nel carcere di Ciudad Rodrigo dal 1959 al 1960. Nel 1960 venne inviato nella Germania Ovest. Prestò servizio come vicario coadiutore della parrocchia di Oedheim e cappellano degli spagnoli residenti nell'arcipresbiterato di Esslingen, nella diocesi di Rottenburg-Stoccarda, dal 28 ottobre 1960 al 18 ottobre 1962 e cappellano degli spagnoli residenti a Stoccarda dal 18 ottobre 1962 al 31 ottobre 1968. Successivamente si dedicò agli studi per il dottorato in teologia. In seguito fu delegato per i cappellani delle comunità spagnole in Germania Ovest con residenza a Bonn dal 15 marzo 1972 al 15 marzo 1980.
Dal 1971 al 1975 fu membro del Sinodo congiunto dei vescovi nella Repubblica federale di Germania ("sinodo di Würzburg").

### Ministero episcopale
Il 15 gennaio 1980 papa Giovanni Paolo II lo nominò vescovo ausiliare di Oviedo e titolare di Rubicon. Ricevette l'ordinazione episcopale il 13 gennaio successivo dall'arcivescovo metropolita di Oviedo Gabino Díaz Merchán, co-consacranti l'arcivescovo metropolita di Saragozza Elías Yanes Álvarez e il vescovo di Ciudad Rodrigo Demetrio Mansilla Reoyo.
L'11 settembre 1991 lo stesso papa Giovanni Paolo II lo promosse vescovo di Sigüenza-Guadalajara. Prese possesso della diocesi il 17 novembre successivo.
In seno alla Conferenza episcopale spagnola fu membro della commissione per le migrazioni, con particolare responsabilità della pastorale stradale, fieristica e circense, dal novembre 1980; segretario generale dal 18 febbraio 1993 al 23 aprile 1998; presidente della commissione per le migrazioni dal 2005 al 2011 e presidente della commissione per i mezzi di comunicazione sociale dal 5 marzo 1999 all'8 marzo 2005.
Fu presidente della commissione per la pastorale dei migranti del Consiglio delle conferenze dei vescovi d'Europa dal 3 novembre 2006. Fu membro del Pontificio consiglio della pastorale per i migranti e gli itineranti dal 30 gennaio 1995 al 2010 e del Pontificio consiglio delle comunicazioni sociali dal 29 aprile 1999 al 2009.
Il 2 febbraio 2011 papa Benedetto XVI accettò la sua rinuncia al governo pastorale della diocesi per raggiunti limiti di età. Continuò a reggere la diocesi come amministratore apostolico fino all'ingresso in diocesi del suo successore, il 2 aprile 2011. Attualmente risiede nel suo comune natale, Fuenteguinaldo, e collabora nella parrocchia locale.
Nel febbraio del 2014 compì la visita ad limina.

## Genealogia episcopale
La genealogia episcopale è:
- Cardinale Scipione Rebiba
- Cardinale Giulio Antonio Santori
- Cardinale Girolamo Bernerio, O.P.
- Arcivescovo Galeazzo Sanvitale
- Cardinale Ludovico Ludovisi
- Cardinale Luigi Caetani
- Cardinale Ulderico Carpegna
- Cardinale Paluzzo Paluzzi Altieri degli Albertoni
- Papa Benedetto XIII
- Papa Benedetto XIV
- Papa Clemente XIII
- Cardinale Marcantonio Colonna
- Cardinale Giacinto Sigismondo Gerdil, B.
- Cardinale Giulio Maria della Somaglia
- Cardinale Carlo Odescalchi, S.I.
- Cardinale Costantino Patrizi Naro
- Cardinale Serafino Vannutelli
- Cardinale Domenico Serafini, Cong. Subl. O.S.B.
- Cardinale Pietro Fumasoni Biondi
- Cardinale Antonio Riberi
- Arcivescovo Gabino Díaz Merchán
- Vescovo José Sánchez González